# Fuirena bernieri
Fuirena bernieri är en halvgräsart som beskrevs av Henri Chermezon. Fuirena bernieri ingår i släktet Fuirena och familjen halvgräs. Inga underarter finns listade i Catalogue of Life.